# Charles Aznavour
Charles Aznavour (IPA: /ʃaʁl aznavuʁ/), ursprungligen Chahnour Varinag Aznavourian (armeniska: Շահնուր Վաղինակ Ազնավուրեան), född 22 maj 1924 i Paris, död 1 oktober 2018 i Mouriès i Bouches-du-Rhône, var en fransk-armenisk viskompositör, sångare och skådespelare. Aznavour tillhörde Frankrikes mest populära sångare under ett halvt sekel. Hans genombrott kom när Edith Piaf tog med honom på turné i Frankrike och USA. Riktigt erkänd blev Aznavour i början på 1960-talet. Bland hans mest kända sånger finns "She" från 1974.
Aznavour talade flera språk och sjöng på såväl armeniska, franska, engelska, tyska, spanska som italienska, något som underlättade hans internationella karriär. I en omröstning 1998 på Time Online och CNN utsågs han till århundradets artist med 18% av rösterna, före Elvis Presley, Bob Dylan och Frank Sinatra.
Förutom att vara sångare medverkade Aznavour också som skådespelare i ett stort antal filmer. Sin sista turné inledde han 2014.
Aznavour var sedan 1968 gift med svenskan Ulla, född Thorsell.

## Filmografi i urval
- 1957 – Pangbrud sökes
- 1959 – Orfeus testamente eller Fråga mig inte varför
- 1960 – Skjut på pianisten!
- 1960 – Krigsfångarna
- 1961 – Taxi till Tobruk
- 1965 – Hämnd på tjallare
- 1966 – Paris i augusti
- 1968 – Candy
- 1970 – Äventyrarna
- 1974 – Tio små negerpojkar
- 1979 – Blecktrumman
- 2002 – Ararat
- 2004 – Pappa Goriot

## Utmärkelser
- Officer av Nationalförtjänstorden,  1986
- Prix antiraciste Bernard Lecache,  1987[16]
- Riddare av Hederslegionen,  1989
- Riddare av Arts et Lettres-orden,  november 1994[17]
- Hedersmedborgare i Jerevan,  1996
- Songwriters Hall of Fame,  1996
- Kommendör av Arts et Lettres-orden,  1997
- Victoire de l'artiste interprète masculin,  1997
- Hederscésar,  1997
- Officer av Hederslegionen,  28 mars 1997[18]
- Kommendör av Nationalförtjänstorden,  14 november 2000[19]
- Kommendör av Hederslegionen,  31 december 2003[20]
- Officer av Leopoldorden,  2004[21][22]
- Armenisk nationalhjälte,  2004[23]
- Officer av Kanadaorden,  2008
- Hedersdoktor vid Université de Montréal,  2009[24][25]
- Officer av Quebecs nationalorden,  2009[26]
- Victoire d'honneur,  2010
- Ryska utrikesdepartementets medalj för bidrag till internationellt samarbete,  2014[27]
- Kommendör av Kronorden,  2015[28][29]
- Raoul Wallenberg-priset, med  Aida Aznavourian,  2017
- Stjärna på Hollywood Walk of Fame,  24 augusti 2017[30]
- Uppgående solens orden med guldstrålar och rosett,  2018[31]
- Mesrop Masjtots orden
- Drottning Elizabeth II:s diamantjubileumsmedalj

[Redigera Wikidata]